# カメンスク＝シャフチンスキー鉄道事故
カメンスク＝シャフチンスキー鉄道事故（カメンスク＝シャフチンスキーてつどうじこ）は、1987年8月7日の1時30分（現地時間）にソビエト連邦・カメンスク＝シャフチンスキーにある北カフカース鉄道支社のカメンスカヤ駅 (Kamenskaya station) で発生した鉄道事故である。貨物列車が駅に停車中の旅客列車に追突し106人が死亡した。 

## 事故の経過
バタイスク（ドン川の港）発のクバニからの穀物を積んだ貨車55両を牽引する貨物列車（3つのセクションからなるVL80-C電気機関車牽引、総重量5500トン）はリハヤ駅に到着し、6両目と7両目の貨車の間から空気が漏れていることに気づいた。貨物列車の乗務員は6両目以降のブレーキの通り道を締め、これによって最後部までの49両の貨車のブレーキが作動しない状態にしたが、これは機関車からエアの再充填がされなかったことを意味した。停車中にそれまでの機関車の乗務員は別の乗務員と交代したが、空気漏れやブレーキが遮断されていることを伝えなかった。交代した乗務員が規則に従ってブレーキテストを行ったところ、運転士は通常よりもブレーキのききが悪いことに気づいたがすべて正常であると思い込んだ。そして0時55分、重い貨物列車はカメンスク＝シャフチンスキーへ向けて長い下り坂を走行し始めた。列車が加速した時、運転士は列車の速度を65km/hに落とすために常用ブレーキを使用したが列車は加速を続けた。非常ブレーキも使用したが効き目がなかった。警告が無線で数本の列車が停車している（大半が危険な薬品を運搬していた）カメンスカヤ駅に送られた。
貨物列車の前方にはロストフ発モスクワ行き旅客列車（客車10両牽引）が走行しており、カメンスカヤ駅に停車する予定であった。同駅で勤務中の駅員は旅客列車の運転士に停車しないよう無線で連絡しようとしたが連絡が取れなかった。その後1時28分に同列車は停車したが、すぐに運転士は発車するよう命令された。不運なことに旅客列車の乗務員は乗客がまだ降車しきっていないことに気づき、職務記述書によって定められた通り非常ブレーキを使用した。
1時30分、貨物列車が駅に140km/hで進入し旅客列車に追突した。この事故で客車3両が破壊され、106人が死亡し100人以上が負傷した（貨物列車の運転士も含む）。
最後に貨物列車のブレーキを点検した2人の技術者はそれぞれ懲役12年を宣告された。